# Hwang In-youp
Hwang In-Yeop (tiếng Hàn:  황인엽; sinh ngày 19 tháng 1 năm 1991) là một diễn viên, người mẫu và kiêm ca sĩ Hàn Quốc.  Anh được biết đến với vai diễn trong các bộ phim truyền hình Tiểu sử chàng Nokdu (2019), Trở lại tuổi 18 (2020) và Vẻ đẹp đích thực (2020–2021).

## Tiểu sử và sự nghiệp
Anh sinh ra ở Seoul vào ngày 19 tháng 1 năm 1991. Sau khi hoàn thành việc học, anh gia nhập YGplus với vai trò người mẫu vào năm 2017. Với đam mê diễn xuất, anh gia nhập KeyEast với tư cách là một diễn viên vào tháng 10/2018.
Anh bắt đầu tham gia diễn xuất vào năm 2018 với vai chính trong WHY và Freshman. Anh được đánh giá cao về mặt diễn xuất trong bộ phim truyền hình Tiểu sử chàng Nokdu với vai diễn Park Dan-ho. Và được khán giả công nhận rộng rãi với vai Goo Ja-sung trong bộ phim Trở lại tuổi 18. Vào tháng 12/2020, Hwang In Yeop xuất hiện trong bộ phim Vẻ đẹp đích thực, trong phim anh hóa thân thành một "bad boy" trung học có một trái tim ấm áp. Vẻ đẹp đích thực nhận nhiều phản hồi tích cực và được khán giả khắp châu Á yêu mến. Hình tượng chàng bad boy lạnh lùng nhưng có một trái tim ấm áp khiến các fan vô cùng thích thú. Với diễn xuất được đánh giá cao, các fan đang háo hức chờ đợi những vai diễn tiếp theo của anh.
Hiện tại, tài khoản Instagram của Hwang In Yeop đang có hơn 20,6 triệu followers.

## Danh sách phim

### Phim truyền hình
| Năm       | Tiêu đề                 | Vai diễn     | Kênh     | Chi chú   | Tham khảo |
| --------- | ----------------------- | ------------ | -------- | --------- | --------- |
| 2018      | Why                     | Gi Jae-yeong | Naver TV |           | [ 5 ]     |
| 2019      | Freshman                | Seo Kyo-won  | Naver TV |           | [ 6 ]     |
| 2019      | Tiểu sử chàng Nokdu     | Park Dan-ho  | KBS      |           | [ 7 ]     |
| 2020      | Trở lại tuổi 18         | Goo Ja-sung  | JTBC     |           | [ 8 ]     |
| 2020–2021 | Vẻ đẹp đích thực        | Han Seo-jun  | tvN      | Vai chính | [ 9 ]     |
| 2022      | Thanh âm của phép thuật | Na Il-Deung  | Netflix  | Vai chính |           |
| 2022      | Why Her                 | Gong Chan    | SBS      | Vai chính |           |
| TBA       | A Prefabricated Family  | Kim San-ha   | JTBC     | Vai chính | [ 10 ]    |